# Batalha de Galípoli (1416)

Mapa do sul dos Bálcãs e oeste da Anatólia em 1410, durante a fase posterior do interregno otomano

A Batalha de Galípoli ocorreu em 29 de maio de 1416 entre um esquadrão da marinha veneziana e a frota do Império Otomano ao largo da base naval otomana de Galípoli. A batalha foi o principal episódio de um breve conflito entre as duas potências, decorrente dos ataques otomanos contra as possessões e navios venezianos no mar Egeu no final de 1415. A frota veneziana, sob o comando de Pietro Loredan, foi encarregada de transportar os enviados venezianos ao sultão, mas foi autorizado a atacar se os otomanos se recusassem a negociar. Os eventos subsequentes são conhecidos principalmente por uma carta escrita por Loredan após a batalha. Os otomanos trocaram tiros com os navios venezianos assim que a frota veneziana se aproximou de Galípoli, forçando os venezianos a se retirarem.
No dia seguinte, as duas frotas manobraram e lutaram contra Galípoli, mas durante a noite Loredan conseguiu entrar em contato com as autoridades otomanas e informá-las sobre sua missão diplomática. Apesar das garantias de que os otomanos receberiam os enviados, quando a frota veneziana se aproximou da cidade no dia seguinte, a frota otomana navegou para enfrentar os venezianos e os dois lados rapidamente se envolveram na batalha. Os venezianos obtiveram uma vitória esmagadora, matando o almirante otomano, capturando grande parte da frota otomana e fazendo muitos prisioneiros, muitos dos quais — principalmente os cristãos que serviam voluntariamente na frota otomana — foram executados. Os venezianos então se retiraram para Ténedos para reabastecer seus suprimentos e descansar. Apesar de uma esmagadora vitória veneziana, que confirmou a superioridade naval veneziana no mar Egeu nas décadas seguintes, a resolução do conflito foi adiada até que um tratado de paz fosse assinado em 1419.